# Homo floresiensis
Homo floresiensis è una specie di ominidi diffusa nell'isola di Flores, in Indonesia, durante il Pleistocene medio e superiore, in un periodo compreso tra circa 190 000 e 54 000 anni fa, con alcuni resti che sembrano risalenti addirittura a 12 000 anni fa.
I primi fossili sono stati scoperti da un gruppo di ricercatori australiani e indonesiani nel settembre del 2003.
Uno studio pubblicato nel 2017 ha preso in esame un'ampia lista di fattori analitici di diversi ominidi tramite approcci statistici multivariati. I ricercatori hanno così concluso che le origini di Homo floresiensis devono essere fatte risalire all'epoca di Homo habilis, fino a circa 1,75 milioni di anni fa. Secondo i ricercatori, gli uomini di Flores sarebbero discendenti di un antenato in comune con il più antico membro del genere Homo. Ciò costituirebbe un'attestazione della prima migrazione fuori dall'Africa, avvenuta precocemente nella storia evolutiva umana.

## Ipotesi antropologiche
I tratti di questo ominide sono intermedi tra quelli dei primi ominidi e il moderno Homo sapiens. Era alto poco più di un metro, e con una capacità cranica di soli 380 cm³, inferiore non solo rispetto ai suoi contemporanei, ma anche a tutti gli ominidi conosciuti che hanno preceduto l'Homo sapiens, compresi gli scimpanzé e i gorilla. Con riferimento alla scarsa altezza, gli scopritori dei fossili ribattezzarono informalmente hobbit i membri di questa specie estinta, dal nome delle creature descritte dallo scrittore J.R.R. Tolkien. I ricercatori di Flores e dell'Indonesia invece usarono il nomignolo di Ebu, con cui è conosciuto anche l'unico esemplare completo, con riferimento all'Ebu Gogo (trad. lett. "mangio qualunque cosa"), una creatura appartenente al folklore locale che è descritta come un uomo-scimmia di bassa statura che rubava cibo e bambini agli abitanti di Flores fino al principio del Settecento, quando sarebbe stata sterminata. La somiglianza dei reperti con questa creatura mitologica, così come la diffusione nell'arcipelago indonesiano di moltissime leggende di uomini scimmia (fra i più noti e con le maggiori connessioni regionali, l'Orang pendek e l'Ebu Gogo) ha interessato molto la comunità mondiale dei criptozoologi, e anche di molti zoologi (J. Mac Kimmon, Kaplan, D. Martyr, D. Chivers).
Alcuni antropologi hanno formulato l'ipotesi che sparuti gruppi di H. floresiensis possano ancora vivere in regioni forestali isolate dell'isola.
La datazione dei resti di H. floresiensis, per quanto difficile causa le cattive condizioni di conservazione dei resti, indica una loro età non posteriore a circa 50 000 anni fa, in quel periodo lo H. sapiens era già presente nel Sud-est asiatico, ma non si hanno tracce di una sua presenza nell'isola di Flores per quel periodo. La più antica traccia di H. sapiens rinvenuta nell'isola è costituita da due denti, rinvenuti nella grotta di Liang Bua in sedimenti datati 46 000 anni fa, la stessa età è segnata dalla comparsa nei sedimenti nella grotta di resti di cicogne giganti, avvoltoi ed elefanti nani, tutti animali che potevano costituire il nutrimento di una comunità di cacciatori raccoglitori, come poteva essere quella di H. floresiensis, soppiantati dalla comparsa di gusci di mulluschi dulcicoli, come accade di ritrovare in altri siti coevi africani, europei e asiatici abitati dallo H. sapiens, assieme alla presenza di resti di selci lavorate e tracce di focolari. Questi rinvenimenti fanno supporre che l'estinzione dell'H. floriensis possa essere stata causata dalla sconfitta competitiva con l'uomo moderno arrivato sull'isola.

## Reperti
La scoperta è avvenuta nel 2003 in una caverna della località Liang Bua, sull'isola di Flores.
Il ritrovamento consiste in uno scheletro abbastanza completo con cranio ed in altre ossa appartenenti ad almeno altri otto individui, mal conservati e con cranio non conservato.
Il 27 ottobre 2004, sulla rivista scientifica Nature, Peter Brown, Mike Morwood, T. Sutikna, R. P. Soejono, Jatmiko, E. Wayhu Saptomo e Rokus Awe Due descrivono il ritrovamento paleontologico e lo interpretano come la scoperta di una nuova specie umana, Homo floresiensis.
Il reperto principale è costituito dal cranio, classificato come LB-1, non del tutto fossilizzato forse appartenuto a una donna, vissuta circa 80 000 anni fa (altri ritrovamenti indicano un periodo tra i 95 000 e 13 000 anni per gli esemplari di questa specie), il cui esame dei denti suggerisce una età di circa 30 anni. L'aspetto insolito del ritrovamento è il fatto che la donna non supera il metro di altezza, risultando l'essere umano adulto più piccolo conosciuto. Gli scienziati spiegano questa peculiarità con il fatto che a volte, in natura, gli esseri viventi che abitano spazi ristretti e risorse limitate, come le isole, hanno la tendenza ad evolversi in forme di dimensioni molto più ridotte, fenomeno chiamato nanismo insulare, quali gli stessi elefanti di Flores. Si tratterebbe del primo caso documentato all'interno del genere Homo.
Utensili litici rinvenuti nel sito, assieme ai reperti paleontologici suggeriscono che questi uomini avessero sviluppata una forma di cultura, nonostante le piccole dimensioni del loro cervello. Per altri ricercatori questi resti invece sono opera della popolazione di erectus vissuta sull'isola.
L'estinzione della specie di Ebu (questo il nomignolo dato alla donna di Flores), secondo una prima interpretazione, sarebbe sopravvenuta probabilmente a causa di un'eruzione vulcanica, che avrebbe fatto estinguere anche gran parte della fauna che costituiva la fonte di sostentamento degli ominidi. Considerata la datazione dei reperti, è molto probabile che questa specie abbia incontrato non solo i primi abitanti dell'Australia e Nuova Guinea ma anche gli Austronesiani arrivati a Flores almeno 40 000 anni fa.

## L'incidente

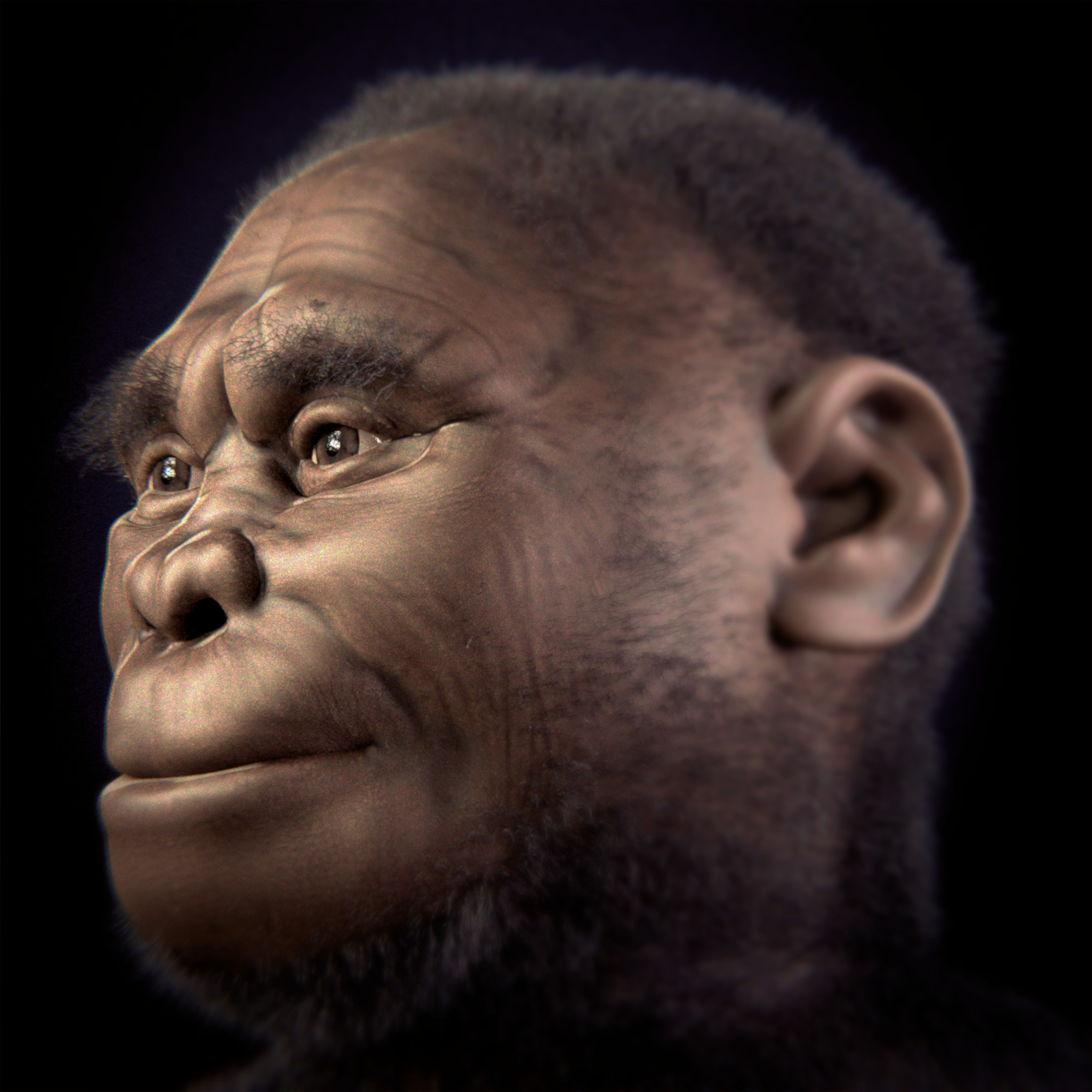
Ipotetica ricostruzione eseguita con metodi forensi del viso di Homo floresiensis

Nell'aprile del 2005 la rivista scientifica Nature pubblica una notizia sconcertante: i resti di Ebu si sono misteriosamente rovinati. Il paleoantropologo indonesiano Teuku Jacob, dell'Università Gadjah Mada di Yogyakarta, aveva preso in prestito i resti per studiarli, restituendoli dopo accese polemiche al proprietario, il Centro per l'Archeologia di Giacarta. Dopo la restituzione, l'archeologo Michael Morwood, dell'Università del New England in Australia, a capo del team che ha rinvenuto le ossa, scopre che la parte sinistra del bacino è a suo dire "fracassata", oltre alla presenza di rotture e perdite su varie altre ossa e sul cranio. Inoltre, la seconda mandibola di Homo floresiensis trovata, non ancora descritta in alcuna pubblicazione, si sarebbe spezzata mentre se ne prendeva il calco.
Teuku Jacob declina ogni responsabilità, dichiarando di avere scattato delle foto prima di spedire i fossili, le quali attestano l'integrità dei reperti. Indipendentemente dalle responsabilità, Michael Morwood ribadisce che i resti erano troppo fragili per poter essere sottoposti ad un simile trasporto.

## Discussioni
Due studi pubblicati nel 2009 hanno concluso che l'analisi cladistica e la comparazione delle misure corporee confermano che H. floresiensis e Homo sapiens sarebbero effettivamente due specie distinte. Lo studio descrive due possibili scenari evolutivi: uno secondo il quale H. floresiensis sarebbe emerso tra H. rudolfensis (1,86 Ma) e H. habilis (1,66-1,9 Ma), mentre il secondo indicherebbe che H. floresiensis comparve dopo H. habilis.
È stato anche suggerito che potesse trattarsi di un discendente nano dell'Homo erectus (o di un suo sconosciuto progenitore, comune all'Homo erectus e all'Homo floresiensis), che, capitato per caso sull'isola e rimasto in seguito isolato, avrebbe subito un'evoluzione separata, caratterizzata dal fenomeno del nanismo insulare, conosciuto in diversi casi per le specie animali. L'ipotesi viene scartata per le evidenti differenze fra le proporzioni degli arti e la morfologia del cranio esistenti fra H. erectus e LB1. L'Hobbit ha un indice omerofemorale di 86,8% maggiore di quello di A. afarensis che è 85,4% mentre l'uomo moderno e H. erectus lo ha del 70-74%.
La piccolezza del cervello (solo 380 cm³), il rapporto tra massa cerebrale e massa corporea e dimensioni degli arti lo rende più prossimo anche a Lucy, (ossia Australopithecus afarensis), vissuto 3,2 milioni di anni fa. La presenza di lobi frontali sviluppati, indipendentemente dalle dimensioni, sembra comunque rendere possibile che l'industria litica abbastanza raffinata trovata insieme ai resti scheletrici, sia opera di questo uomo, e ci sono dati che rendono plausibile un suo utilizzo del fuoco e la caccia di animali di grande taglia, anche se potrebbero riguardare gli H. erectus vissuti sull'isola.

In altri scavi dell'isola sono stati rinvenuti utensili di pietra datati a 800 000 anni fa, che potrebbero essere attribuiti all'antenato dell'Homo floresiensis.
Purtroppo le condizioni climatiche calde e umide dell'area degli scavi sono sfavorevoli alla conservazione del DNA, ed i tentativi finora effettuati per prelevare dai reperti dei campioni genetici analizzabili sono falliti.

### La tesi della microcefalia

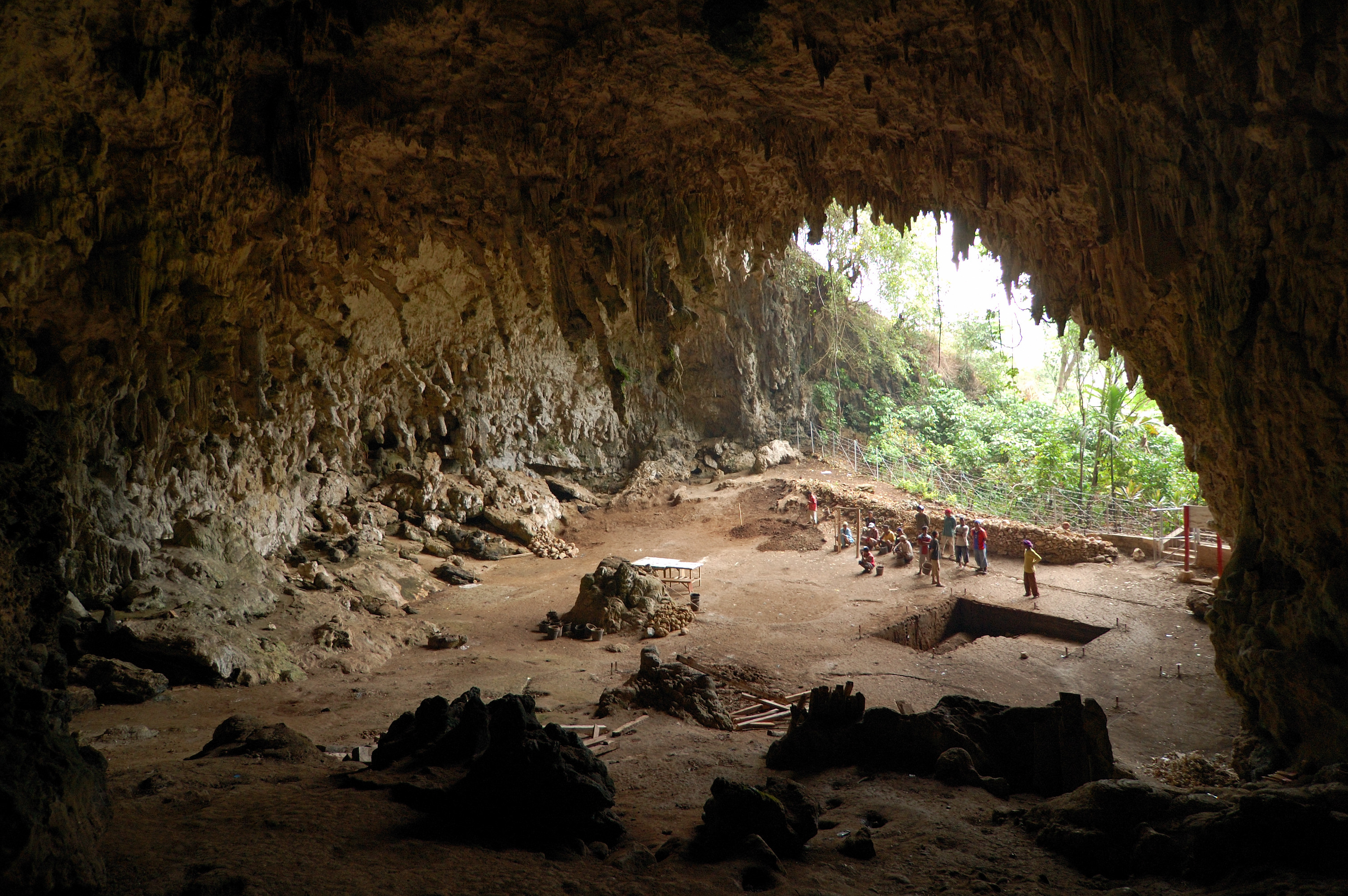
La caverna dove sono stati scoperti i resti

L'appartenenza dei resti scheletrici rinvenuti ad una specie separata del genere Homo è stata molto discussa: secondo Teuku Jacob, si tratterebbe di un individuo della nostra stessa specie malato di microcefalia.
Da Le Scienze:
Scavi successivi nello stesso sito hanno portato alla luce altri scheletri, anch'essi di statura ridotta, ma dal cranio normale. Secondo Eckhardt, che è primo firmatario di un articolo in proposito apparso sull'ultimo numero on line dei Proceedings of the National Academy of Sciences (PNAS), dunque, “LB1 non è un membro normale di una nuova specie, ma un membro anormale della nostra specie. LB1 appare differente se pensiamo in termini di caratteristiche europee, per il semplice fatto che è un esempio di una popolazione non europea, ma austromelanesiana; per di più, si trattava di un individuo che soffriva di un disturbo dello sviluppo, affetto in particolare da microcefalia.”
Successive ricerche svolte da Dean Falk, dell'Università della Florida sono in contrasto con le considerazioni di Teuku Jacob. Falk ha confrontato, mediante tomografia computerizzata il cervello di dieci persone normali e di nove affette da microcefalia, riconoscendo nel cervelletto e nella regione frontale due caratteristiche anatomiche identificative tipiche dei microcefali. Il paragone dei risultati di questa ricerca con la ricostruzione del cervello del reperto LB1, confermerebbe l'appartenenza di quest'ultimo fra i cervelli umani normali, ossia assenza di microcefalia. Quindi secondo la ricerca pubblicata da Falk il cervello di Homo Floresiensis, pur essendo di piccole dimensioni, era sviluppato e proporzionato, ben diverso da quello dei soggetti affetti da microcefalia; quindi il soggetto apparterrebbe a una nuova specie. Un altro elemento probante contro questa tesi è che in nessun caso di microcefalia nell'uomo moderno e nei fossili di Homo conosciuti (affetti da microcefalia) è presente un cambiamento nella proporzione degli arti di tipo scimmiesco come è per LB1, qualora questa tesi fosse accreditata, sarebbe il primo ed unico caso.

## Struttura ossea

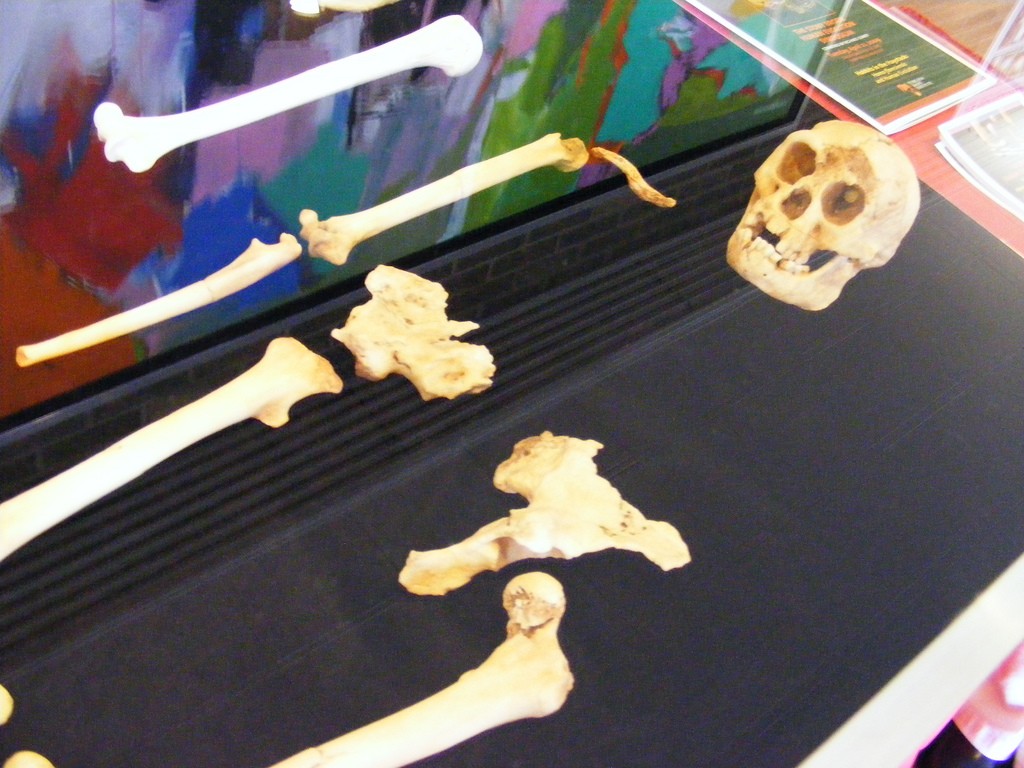
Esposizione dei resti di LB1

Le strutture ossee delle spalle, braccia e polsi di H. floresiensis sono state descritte come molto differenti da quelle degli uomini moderni, molto più vicine alle strutture ossee di scimpanzé ed altri ominidi arcaici. Lo studio di ossa, articolazioni del braccio, spalle ed arti inferiori ha concluso che H. floresiensis era più simile agli scimpanzé e ad altri ominidi arcaici rispetto agli uomini moderni. Questo supporta l'idea che H. floresiensis fosse una specie separata di antichi ominidi, piuttosto che un uomo moderno con disturbi fisici.
Il Prof. Robert Eckhardt nel 2014, dopo un riesame del reperto, ha suggerito che lo scheletro di Homo floresiensis possa appartenere in realtà a un H. sapiens moderno affetto da sindrome di Down, infatti il volume del cranio sarebbe di 430 millimetri anziché di 380 millimetri stabiliti precedentemente e le ossa del femore risultano più corte rispetto ad una popolazione pigmeo africana. Tuttavia anche in questo caso non esistono persone con la sindrome di Down con la proporzione degli arti di tipo scimmiesco, qualora questa tesi fosse accreditata, sarebbe il primo ed unico caso.

## Analisi dei denti
L'analisi dei denti conferma la somiglianza fra LB1 e genere umano. Lo studio del paleontologo John Hawks, dell'Università del Wisconsin, indica che i denti sono piccoli, come nell'Homo sapiens, mentre i denti degli altri ominidi sono relativamente più grandi. Inoltre, similmente ai denti umani sono caratterizzati dall'avere il primo molare di dimensione maggiore e il terzo molare più piccolo. Gli australopitechi e H. erectus hanno dentature differenti.
Sarebbe stata anche riconosciuta una rotazione del premolare, simile a quella dei pigmei Rampasasa che vivono non molto lontano dal luogo del ritrovamento, indicata come possibile prova di geni in comune.

## Possibile ritrovamento a Luzon
Nella grotta di Callao, situata sulla parte settentrionale dell'isola di Luzon è stato scoperto un osso di piede identificato come terzo metatarso e riconosciuto da analisi anatomiche come proveniente da un individuo appartenente al genere Homo; i suoi valori morfometrici come forma e dimensione suggeriscono che si tratti di un resto di un individuo gracile, di piccola statura che dimensionalmente potrebbe ricadere fra Homo habilis e H. floresiensis, oppure una varietà pigmea di H. sapiens.
Battezzato come Homo luzonensis, si tratta del resto fossile più antico del genere Homo rinvenuto nelle Filippine, la sua datazione assoluta fornisce una stima di età minima di 66,7 ± 1 ka.

## Albero filogenetico

L'albero delle discendenze del genere Homo secondo l'antropologo Chris Stringer misurato in milioni di anni